# 3 inch Gun M5
Pour les articles homonymes, voir M5.
Le 3 inch Gun M5 est un canon antichar développé par les États-Unis pendant la Seconde Guerre mondiale. L'arme combinait le canon de trois pouces (76,2 mm) du canon antiaérien T9 et des éléments de l'obusier Howitzer 105 mm M2A1. Le M5 a été livré à partir de 1943, exclusivement aux bataillons de tank destroyers. Il a été déployé pendant la campagne d'Italie et dans le nord-ouest en Europe.
C'était un canon antichar assez efficace, capable de percer tous les blindages japonais et la plupart des blindages de véhicules allemands mais son emploi était limité par son poids excessif - il devait être remorqué par un camion 6 × 6. Les pertes subies par les bataillons de tank destroyers ayant combattu durant la bataille des Ardennes et l'existence de canons plus mobiles et mieux protégés (sous forme de chasseurs de chars automoteurs) ont conduit à la suppression progressive du M5 des effectifs, et à sa suppression complète après 1945. 

## Développement et production
En 1940, l'armée américaine vient de commencer à recevoir un premier canon antichar, le 37 mm Gun M3, mais elle demande un canon antichar plus puissant, conduisant à plusieurs essais.
Vers fin 1940, le Ordnance Corps a commencé un autre projet - un canon antichar basé sur le canon de 3 pouces antiaérien M9. Bien que les tests ultérieurs ont révélé des problèmes mineurs, il était clair que cette arme, finalement standardisée en tant que M5 M1, était nettement supérieure aux anciens canons antichar américains.
Le prototype de l'arme, du nom de 3 inch Gun T10, était prêt en septembre 1941. La production a commencé en décembre 1942. En novembre 1943, une version légèrement modifiée a été normalisée en tant que « 3 inch M6 ».
| Production de 3 inch M5 par an |      |       |       |       |
| Année                          | 1942 | 1943  | 1944  | Total |
| Nombre produit                 | 250  | 1 250 | 1 000 | 2 500 |

## Histoire

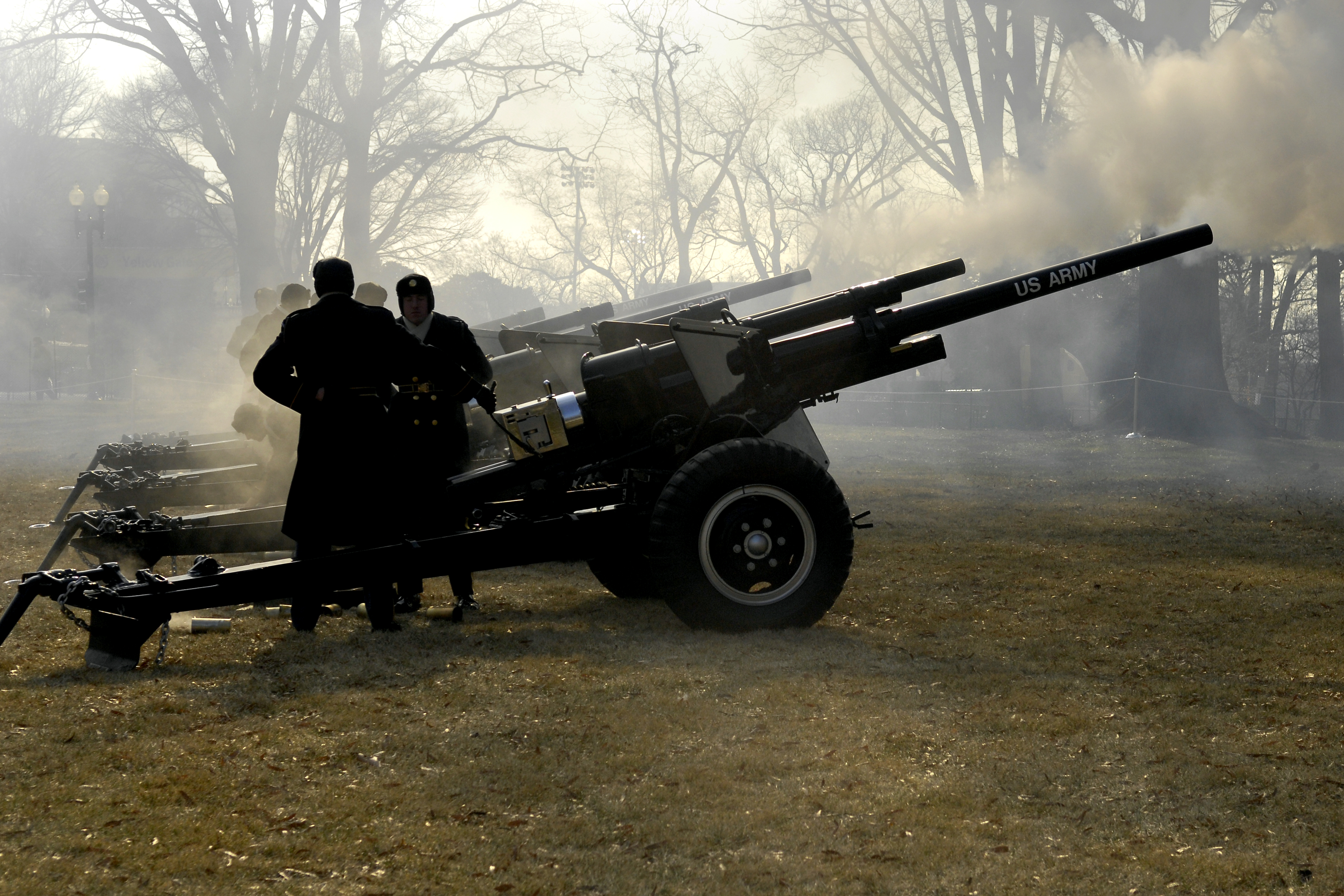
Le Presidential Salute Guns Platoon fait feu avec une batterie de M5 pour célébrer la première investiture de Barack Obama, en 2009.

En octobre 1943, le bataillon 805e TD arrivé en Italie est le premier équipé de ces canons. Par la suite, M5 a connu le feu durant la Campagne d'Italie et dans le Nord-Ouest en Europe. L'un des engagements les plus remarquables du canon a lieu au cours de la contre-attaque des Allemands sur Mortain en août 1944. Le 823e TD, joint à la 30e Division d'infanterie, a joué un rôle clé dans la défense victorieuse de Saint-Barthélemy, détruisant quatorze chars et un certain nombre d'autres véhicules, mais au prix de onze de ses canons 3 inch M5.
Le plus grand affrontement qu'ont connu les bataillons de TD (tank destroyers) et leurs canons M5 a eu lieu lors de la bataille des Ardennes. Dans cette bataille, les chasseurs de chars remorqués combattirent avec beaucoup moins de succès et ont subi des pertes plus élevées que les canons automoteurs. Le rapport du 823e bataillon précise que « les chasseurs de chars ont été un par un pris de flanc par des chars ennemis et leur personnel chassé des canons par des armes légères et des tirs de mitrailleuse ». Prenant en compte cette expérience de combat, le 11 janvier 1945, le ministère de la Guerre a confirmé une demande pour convertir les bataillons TD remorqués en bataillons équipés de canons automoteurs. Cette décision signifie l'élimination progressive des M5 du service de première ligne, un processus qui s'est poursuivi jusqu'à la fin de la guerre en Europe.
Aujourd'hui, la M5 est utilisé par l'armée américaine à des fins cérémonielles uniquement. Le Presidential Salute Guns Platoon [peloton d'artillerie de salut au Président] de la Old Guard entretient une batterie de dix M5, basée à Fort Myer et principalement destinée à servir dans la région de Washington à l'occasion d'événements officiels comme par exemple les investitures présidentielles.

## Performance et utilisation
Le M5 était le meilleur canon antichar disponible quand il commença à équiper les tank destroyers, mais son poids excessif et son encombrement limitaient son utilisation.
De plus, ses performances bien que bonnes auraient pu être améliorées : en effet, des problèmes furent rencontrés avec les obus de projectiles de type APCBC (Armour Piercing Capped Ballistic Cap - obus balistique chemisé perce-blindage) et HE (High Explosive - à haut pouvoir explosif). Il convient de noter également que n'ont jamais été mis au point des projectiles de type APDS (Armour-Piercing, Discarding-Sabot - perce-blindage à étui jetable) pour la M5 et que, s'il a bien existé un obus de type APCR (Armour Piercing Composite Rigid - perce-blindage en composite rigide), il est difficile de savoir s'il a effectivement été distribué aux bataillons.
En plus du rôle antichar, l'arme a souvent été utilisée pour compléter l'artillerie de campagne divisionnaire ou pour fournir des tirs directs contre les fortifications ennemies. Par exemple, un rapport de combat de la 614e TD mentionne une position de deux canons qui tirent 143 obus pour 139 touches.